# Андреев, Семён Николаевич

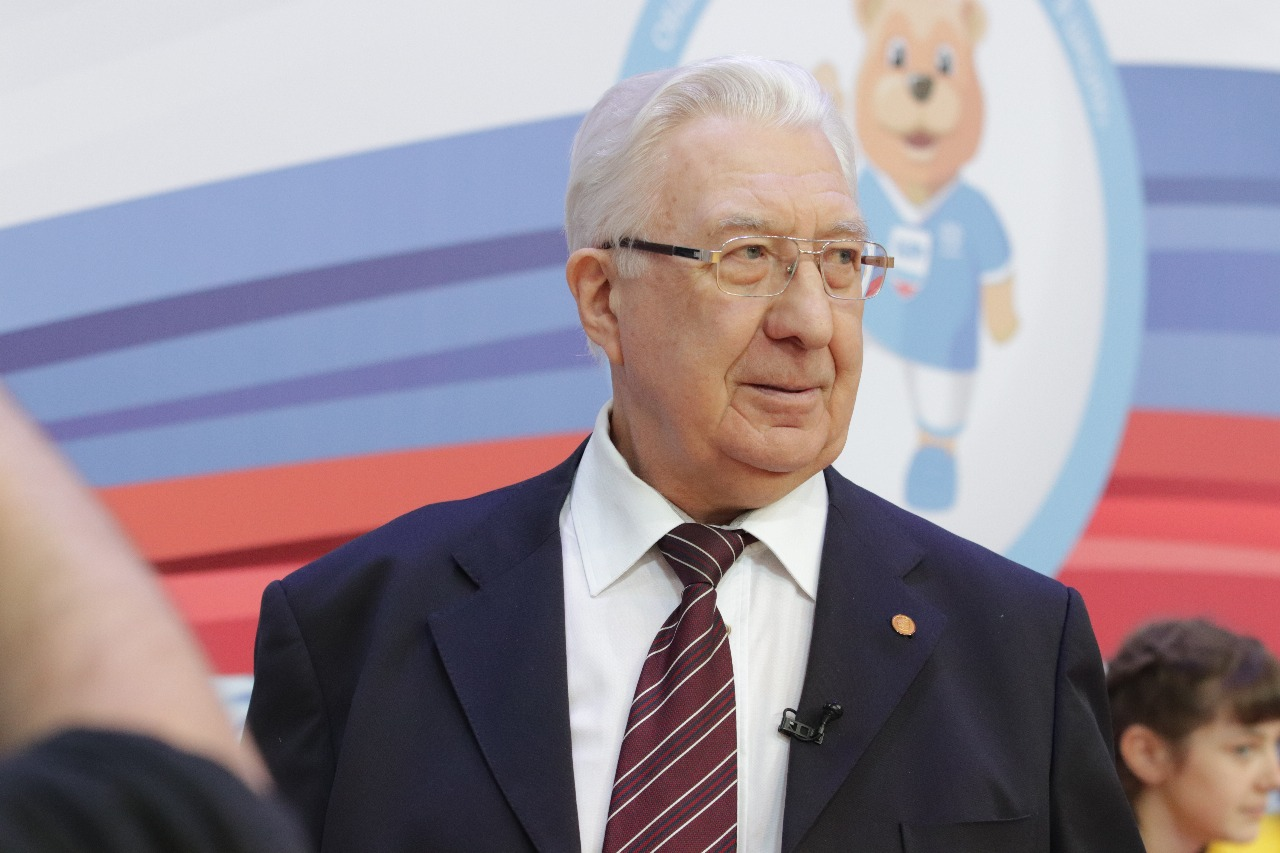

|
Семён Николаевич Андреев (25 мая 1940, Серпухов, Московская область, СССР) — почетный президент Ассоциации мини-футбола России, почетный член РФС .
Один из главных инициаторов развития мини-футбола в России. Кандидат педагогических наук (1987), профессор. Автор многих книг, брошюр и методических статей по мини-футболу. Бывший главный тренер сборной России по мини-футболу. Заслуженный тренер России (1995).Инициатор развития общероссийских проектов: «Мини-футбол – в школу»  и «Мини-футбол – вузы», включенных в 2018 году в Книгу рекордов России по числу участников
Возглавлял сборную России по мини-футболу на двух чемпионатах мира (1992 и 1996) и чемпионате Европы 1996. В 1996 году привёл её к первым успехам в истории, выиграв серебро чемпионата Европы и бронзу чемпионата мира.

## Биография
В 1958 г. окончил среднюю школу №15 г. Серпухов.
```
Выпускник городской ДЮСШ по волейболу и баскетболу. Выступал за футбольные команды «Торпедо» (Серпухов). С 1959 по 1962 г. служил в рядах Советской армии. Выступал за сборные команды дивизии по футболу и волейболу.
```

```
Выпускник 
Московского областного педагогического института им. Н.К. Крупской
 по специальности история и физическое воспитание (футбол, волейбол, баскетбол). Окончил аспирантуру 
ГЦОЛИФК
. Подготовил и защитил диссертацию кандидата педагогических наук по теме «Организационно-педагогические проблемы подготовки спортивного резерва в футболе».
```

С 1966 по 1969 г. работал преподавателем физической культуры школы № 14 г. Серпухов. 
С 1969 г. – заведующий лабораторией физического воспитания Министерства просвещения РСФСР.
С 1975 г. – тренер, а с 1982 г. – ведущий тренер Управления футбола Спорткомитета СССР. Являлся одним из главных инициаторов создания сети спецклассов по футболу в ДЮСШ и СДЮСШОР, развития структуры всесоюзных юношеских соревнований по футболу, основным разработчиком учебных программ и автором учебно-методических пособий по футболу для тренеров ДЮСШ и СДЮСШОР. 
С 1987 г. был назначен главным тренером сборной команды СССР по мини-футболу, а в 1989 г. избирается председателем комитета по мини-футболу Федерации футбола СССР. В 1992 г. выступил инициатором создания Ассоциации мини-футбола России и избирается её президентом. С 1992 по 1998 г. являлся одновременно главным тренером сборных команд России по мини-футболу (футзалу), а с 1999 по 2022 г. – куратором сборных России по этой спортивной дисциплине. Под его руководством сборные команды России добились значительных успехов на международной арене.
За период 1992-2022 гг. значительно расширилась структура сборных команд страны, календарь международных соревнований, а также сформировалась система всероссийских турниров по мини-футболу (футзалу), в т.ч. среди школьников и студентов.
В 1987 г. являлся инициатором и организатором 1-й международной конференции по мини-футболу (футзалу), проведенной в г. Москва. Также являлся руководителем, преподавателем и методистом всероссийских и региональных семинаров тренеров. Начиная с 90-х гг. прошедшего века организовал специальную подготовку судей по мини-футболу (футзалу), что обеспечило качественное проведение как всероссийских, так и региональных соревнований. В 2011 г. был избран Почетным Президентом Ассоциации мини-футбола, оставаясь одним из основных руководителей отечественного мини-футбола (футзала). С 1994 по 2011г. являлся активным членом комитетов футзала УЕФА и ФИФА, а также инструктором ФИФА по данной спортивной дисциплине. Был руководителем и преподавателем таких курсов ФИФА в 12 странах Европы и Азии. Являлся инициатором проведения 1-го чемпионата Европы среди мужских национальных сборных (1996г.) и 1-го первенства Европы среди сборных команд юниоров (2008г.).
В процессе активной организационной и педагогической деятельности С.Н. Андреева в Российской Федерации были заложены управленческие и научно-методические основы мини-футбола (футзала) как автономной дисциплины классического футбола, выдвинувшие нашу страну в ряд ведущих не только в Европе, но и в мире. Многие годы являлся членом исполкома РФС. С 2014 по 2022г. возглавлял комитет по этике РФС.

## Семейное положение
Сын – спортивный функционер. Внук – врач.

## Карьера
С 1969 г. возглавлял лабораторию физического воспитания Министерства просвещения РСФСР.
1974 – 1975 гг. – тренер-методист главного управления физического воспитания населения Спорткомитета СССР.
1975 – 1982 гг. – тренер Управления футбола Спорткомитета СССР.
1982 – 1992 гг. – ведущий тренер Управления футбола Спорткомитета СССР, руководитель отдела подготовки спортивного резерва.
1988 – 1998 гг. – главный тренер сборных команд СССР и России по мини-футболу (футзалу).
1989 – 1992 гг. – председатель комитета по мини-футболу Федерации футбола СССР.
1992 – 2011 гг. – Президент Ассоциации мини-футбола России.
1994 – 2011 гг. – член комитетов по футзалу ФИФА и УЕФА.
2016 – 2023 гг. – председатель комитета по этике РФС.
С 2011 г. по настоящее время – Почетный Президент Ассоциации мини-футбола России.

## Спортивные награды
Со сборными командами и клубами России по мини-футболу в качестве генерального менеджера добился следующих основных результатов.
| год       | команда                              | турнир                                                                         | место     |
| 1990      | МФК «Дина»                           | Кубок г. Москва по мини-футболу                                                | 1-е место |
| 1991-1992 | МФК «Дина»                           | Чемпионат СССР СССР                                                            | 1-е место |
| 1994      | Сборная студенческая России          | Чемпионат мира среди сборных студенческих команд (ФИСУ)                        | 1-е место |
| 1996      | Сборная студенческая России          | Чемпионат мира среди сборных студенческих команд (ФИСУ)                        | 2-е место |
| 1996      | Национальная сборная России          | Чемпионат Европы по мини-футболу (мужчины)                                     | 2-е место |
| 1996      | Национальная мужская сборная России  | Чемпионат мира по мини-футболу (мужчины)                                       | 3-е место |
| 1998      | Сборная студенческая России          | Чемпионат мира среди сборных студенческих команд (ФИСУ)                        | 2-е место |
| 2000      | Сборная студенческая России          | Чемпионат мира среди сборных студенческих команд (ФИСУ)                        | 3-е место |
| 2002      | Сборная студенческая России          | Чемпионат мира среди сборных студенческих команд (ФИСУ)                        | 1-е место |
| 2004      | Сборная студенческая России          | Чемпионат мира среди сборных студенческих команд (ФИСУ)                        | 3-е место |
| 2006      | Сборная студенческая России          | Чемпионат мира среди сборных студенческих команд (ФИСУ)                        | 1-е место |
| 2007      | Национальная сборная России          | Чемпионат Европы по мини-футболу (мужчины)                                     | 3-е место |
| 2008      | Сборная молодежная России (до 21 г.) | Первенство Европы по мини-футболу (футзалу) среди молодежных сборных (мужчины) | 1-е место |
| 2010      | Сборная студенческая России          | Чемпионат мира среди сборных студенческих команд (ФИСУ)                        | 2-е место |
| 2012      | Национальная сборная России          | Чемпионат Европы по мини-футболу (футзалу). Мужчины.                           | 2-е место |
| 2012      | Сборная студенческая России          | Чемпионат мира среди сборных студенческих команд (ФИСУ)                        | 2-е место |
| 2014      | Национальная сборная России          | Чемпионат Европы по мини-футболу (футзалу). Мужчины                            | 2-е место |
| 2014      | Сборная студенческая России          | Чемпионат мира среди сборных студенческих команд (ФИСУ)                        | 1-е место |
| 2016      | Национальная сборная России          | Чемпионат мира по мини-футболу (футзалу). Мужчины                              | 2-е место |
| 2018      | Национальная сборная России          | Чемпионат Европы по мини-футболу (мужчины)                                     | 3-е место |
| 2018      | Сборная студенческая России          | Чемпионат мира среди сборных студенческих команд (ФИСУ)                        | 1-е место |
| 2019      | Национальная сборная России          | Чемпионат Европы по мини-футболу (женщины)                                     | 3-е место |
| 2021      | Национальная сборная России          | Чемпионат Европы по мини-футболу (футзалу). Мужчины.                           | 2-е место |

## Награды и звания
1989 г.